# Participant Media
Participant Media (tot 2007: Participant Productions) is een Amerikaans film- en televisieproductiebedrijf dat sociaal relevante films en documentaires produceert. Het bedrijf werd in 2004 in Los Angeles opgericht door Jeff Skoll, enkele jaren nadat hij als eerste werknemer van eBay bij de beursgang van dat bedrijf miljardair was geworden. 
Participant Media probeert kwaliteits-amusement te maken waarin betekenisvolle, veelal actuele thema's in beeld gebracht worden, met als doel het wekken van engagement bij de kijker en het bewerkstelligen van sociale verandering. Om dat te bereiken, gaan de films gepaard met sociale actie-campagnes, die mensen in de gelegenheid stellen om zich verder te informeren over het onderwerp en hen middelen aanreiken om daadwerkelijk iets te doen. Dit gebeurt via de speciale websites die de films vergezellen, via algemene websites als Take Part.com en via partnerschappen met organisaties die actief zijn in thema's die aan bod komen in de films (bijvoorbeeld Greenpeace of Amnesty International)
In januari 2006 was de eerste lichting films van Participant Media 11 maal genomineerd voor een Oscar. Tegen het eind van 2011 waren hun films 22 maal genomineerd voor een Oscar en hadden ze er vijf gewonnen.

## Films
| Jaar | Film                                       | Regie                                           | Prijzen |                                 |
| ---- | ------------------------------------------ | ----------------------------------------------- | --- | ------------------------------- |
| 2004 | Arna's Children                            | Juliano Mer Khamis Danniel Danniel              | "Best Documentary Feature", 2004 Tribeca Film Festival |                                 |
| 2005 | Syriana                                    | Stephen Gaghan                                  | 2 Academy Award-nominaties - 1x gewonnen: "Best Supporting Actor" (George Clooney)                                                                                 |                                 |
| 2005 | North Country                              | Niki Caro                                       | 2 Academy Award-nominaties |                                 |
| 2005 | Good Night, and Good Luck                  | George Clooney                                  | 6 Academy Award-nominaties |                                 |
| 2005 | Murderball                                 | Henry Alex Rubin Dana Adam Shapiro              | 1 Academy Award-nominatie |                                 |
| 2005 | American Gun                               | Aric Avelino                                    | |                                 |
| 2005 | The World According to Sesame Street       | Linda Hawkins Costigan Linda Goldstein-Knowlton | | enkel uitgebracht op TV and DVD |
| 2006 | Fast Food Nation                           | Richard Linklater                               | |                                 |
| 2006 | An Inconvenient Truth                      | Davis Guggenheim                                | 2 Academy Award Nominations - 2x gewonnen: "Best Documentary" and "Best Song"                                                                                      |                                 |
| 2007 | Angels in the Dust                         | Louise Hogarth                                  | |                                 |
| 2007 | Jimmy Carter Man from Plains               | Jonathan Demme                                  | |                                 |
| 2007 | Darfur Now                                 | Ted Braun                                       | |                                 |
| 2007 | The Kite Runner                            | Marc Forster                                    | 1 Academy Award-nominatie |                                 |
| 2007 | Charlie Wilson's War                       | Mike Nichols                                    | 1 Academy Award-nominatie |                                 |
| 2007 | Chicago 10                                 | Brett Morgen                                    | |                                 |
| 2008 | The Visitor                                | Thomas McCarthy                                 | 1 Academy Award Nominatie |                                 |
| 2008 | Standard Operating Procedure               | Errol Morris                                    | |                                 |
| 2008 | Pressure Cooker                            | Mark Becker Jennifer Grausman                   | | enkel uitgebracht op TV and DVD |
| 2008 | Food, Inc.                                 | Robert Kenner                                   | 1 Academy Award-nominatie |                                 |
| 2008 | The Cove                                   | Louie Psihoyos                                  | 1 Academy Award-nominatie - 1x gewonnen: "Best Documentary" |                                 |
| 2009 | The Soloist                                | Joe Wright                                      | |                                 |
| 2009 | The Informant!                             | Steven Soderbergh                               | 1 Golden Globe-nominatie |                                 |
| 2010 | Oceans                                     | Jacques Perrin Jacques Cluzaud                  | |                                 |
| 2010 | The Crazies                                | Breck Eisner                                    | |                                 |
| 2010 | Casino Jack and the United States of Money | Alex Gibney                                     | |                                 |
| 2010 | Furry Vengeance                            | Roger Kumble                                    | |                                 |
| 2010 | Countdown to Zero                          | Lucy Walker                                     | |                                 |
| 2010 | Waiting for "Superman"                     | Davis Guggenheim                                | |                                 |
| 2010 | Fair Game                                  | Doug Liman                                      | |                                 |
| 2010 | Cane Toads: The Conquest                   | Mark Lewis                                      | |                                 |
| 2010 | Climate of Change                          | Brian Hill                                      | |                                 |
| 2011 | The Beaver                                 | Jodie Foster                                    | |                                 |
| 2011 | Page One: Inside the New York Times        | Andrew Rossi                                    | |                                 |
| 2011 | The Help                                   | Tate Taylor                                     | 4 Academy Award-nominaties - 1x gewonnen: "Best Supporting Actress" (Octavia Spencer) 5 Golden Globe-nominaties - 1x gewonnen: "Best Supporting Actress" (Spencer) |                                 |
| 2011 | Circumstance                               | Maryam Keshavarz                                | |                                 |
| 2011 | Contagion                                  | Steven Soderbergh                               | |                                 |
| 2012 | The Best Exotic Marigold Hotel             | John Madden                                     | |                                 |
| 2012 | Finding North                              | Kristi Jacobson and Lori Silverbush             | |                                 |
| 2012 | Last Call at the Oasis                     | Jessica Yu                                      | |                                 |
| 2012 | Lincoln                                    | Steven Spielberg                                | |                                 |
| 2012 | Middle of Nowhere (2012)                   | Ava DuVernay                                    | |                                 |
|      | State 194                                  | Dan Setton                                      | |                                 |
| 2013 | No                                         | Pablo Larraín                                   | |                                 |
| 2013 | Snitch                                     | Ric Roman Waugh                                 | |                                 |